# Веслування на байдарках і каное на Європейських іграх 2023 — байдарки-четвірки, 500 метрів (жінки)
Змагання з веслування на байдарках-четвірках на дистанції 500 м серед жінок на Європейських іграх 2023 відбулися 21 - 22 червня 2023 року. Участь взяли 52 спортсменки з 13 країн.

## Призери
| Золото                                                            | Срібло                                                        | Бронза                                                             |
| Польща Кароліна Ная Анна Пулавська Адріанна Каколь Домініка Путто | Німеччина Пауліна Пашек Юле Гаке Катінка Гофманн Лена Ролінгс | Данія Фредерікк Маттісен Сара Мільтерс Катрін Янсен Болетт Іверсен |

## Розклад
| Заїзд    | Дата      | Час   |
| -------- | --------- | ----- |
| Заїзд 1  | 21 червня | 10:08 |
| Заїзд 2  | 21 червня | 10:16 |
| Півфінал | 21 червня | 16:38 |
| Фінал    | 22 червня | 15:43 |

## Результати

### Заїзди
Перші три човни виходять до фіналу, решта - потрапляють до півфіналу. 
| Місце | Доріжка | Байдарочниці                                                     | Країна     | Час      | Примітки |
| ----- | ------- | ---------------------------------------------------------------- | ---------- | -------- | -------- |
| 1     | 5       | Кароліна Ная Анна Пулавська Адріанна Каколь Домініка Путто       | Польща     | 1:32.768 | F        |
| 2     | 4       | Пауліна Пашек Юле Гаке Катінка Гофманн Лена Ролінгс              | Німеччина  | 1:33.529 | F        |
| 3     | 7       | Марія Вірік Анна Слесьйо Гедда Орісланд Крістін Амундсен         | Норвегія   | 1:34.382 | F        |
| 4     | 3       | Діана Танько Наталія Докієнко Ганна Павлова Інна Грищун          | Україна    | 1:34.699 | SF       |
| 5     | 8       | Анежка Палудова Катеріна Зарубова Барбора Бетлахова Адела Газова | Чехія      | 1:34.959 | SF       |
| 6     | 6       | Катаріна Печукова Река Бугар Б'янка Сідова Маріана Петрушова     | Словаччина | 1:36.142 | SF       |
| 7     | 2       | Сюзанна Чікалі Франческа Дженцо Крістіна Петракка Агата Фантіні  | Італія     | 1:37.079 | SF       |

| Місце | Доріжка | Байдарочниці                                                          | Країна          | Час      | Примітки |
| ----- | ------- | --------------------------------------------------------------------- | --------------- | -------- | -------- |
| 1     | 4       | Сара Фойт Ноемі Пупп Аліда Гажо Тамара Чіпеш                          | Угорщина        | 1:34.078 | F        |
| 2     | 5       | Фредерікк Маттісен Сара Мільтерс Катрін Янсен Болетт Іверсен          | Данія           | 1:34.578 | F        |
| 3     | 6       | Дебора Керр Емма Расселл Емілі Льюїс Ребека Саймон                    | Велика Британія | 1:35.804 | F        |
| 4     | 3       | Луція Валь Барбара Пардо Нереа Гарсія Карла Коррал                    | Іспанія         | 1:36.008 | SF       |
| 5     | 2       | Франсіска Лая Жоана Васконселос Марія Тереса Портела Марія Сантос Рей | Португалія      | 1:36.364 | SF       |
| 6     | 7       | Ліннеа Стенсілс Моа Вікберг Джулія Лагерстам Меліна Андерссон         | Швеція          | 1:37.888 | SF       |

### Півфінал[3]
Перші три човни виходять до фіналу, решта - завершують змагання
| Місце | Доріжка | Байдарочниці                                                          | Країна     | Час      | Примітки |
| ----- | ------- | --------------------------------------------------------------------- | ---------- | -------- | -------- |
| 1     | 3       | Франсіска Лая Жоана Васконселос Марія Тереса Портела Марія Сантос Рей | Португалія | 1:34.889 | F        |
| 2     | 5       | Діана Танько Наталія Докієнко Ганна Павлова Інна Грищун               | Україна    | 1:35.342 | F        |
| 3     | 6       | Анежка Палудова Катеріна Зарубова Барбора Бетлахова Адела Газова      | Чехія      | 1:35.702 | F        |
| 4     | 4       | Луція Валь Барбара Пардо Нереа Гарсія Карла Коррал                    | Іспанія    | 1:35.939 | x        |
| 5     | 8       | Сюзанна Чікалі Франческа Дженцо Крістіна Петракка Агата Фантіні       | Італія     | 1:36.972 | x        |
| 6     | 2       | Катаріна Печукова Река Бугар Б'янка Сідова Маріана Петрушова          | Словаччина | 1:37.022 | x        |
| 7     | 7       | Ліннеа Стенсілс Моа Вікберг Джулія Лагерстам Меліна Андерссон         | Швеція     | 1:38.733 | x        |

### Фінал[4]
| Місце | Доріжка | Байдарочниці                                                          | Країна          | Час      | Примітки |
| ----- | ------- | --------------------------------------------------------------------- | --------------- | -------- | -------- |
| 1     | 5       | Кароліна Ная Анна Пулавська Адріанна Каколь Домініка Путто            | Польща          | 1:31.701 |          |
| 2     | 3       | Пауліна Пашек Юле Гаке Катінка Гофманн Лена Ролінгс                   | Німеччина       | 1:32.619 |          |
| 3     | 6       | Фредерікк Маттісен Сара Мільтерс Катрін Янсен Болетт Іверсен          | Данія           | 1:33.656 |          |
| 4     | 4       | Сара Фойт Ноемі Пупп Аліда Гажо Тамара Чіпеш                          | Угорщина        | 1:33.699 |          |
| 5     | 7       | Марія Вірік Анна Слесьйо Гедда Орісланд Крістін Амундсен              | Норвегія        | 1:34.561 |          |
| 5     | 1       | Діана Танько Наталія Докієнко Ганна Павлова Інна Грищун               | Україна         | 1:34.561 |          |
| 7     | 8       | Франсіска Лая Жоана Васконселос Марія Тереса Портела Марія Сантос Рей | Португалія      | 1:34.651 |          |
| 8     | 2       | Дебора Керр Емма Расселл Емілі Льюїс Ребека Саймон                    | Велика Британія | 1:34.931 |          |
| 9     | 9       | Анежка Палудова Катеріна Зарубова Барбора Бетлахова Адела Газова      | Чехія           | 1:35.401 |          |